# Еллін
Еллін (грец. Ἕλλην; кафаревуса: (ˈelːin,  вимова), також Гелле́н — персонаж давньогрецької міфології, володар міста Фтії, прабатько та епонім еллінів, тобто грецької нації. Міф про Елліна підкреслює етнічну єдність греків.

## Міфологія
Еллін був сином Девкаліона (або Зевса) та Пірри, онук Прометея, брат Амфіктіона і Протогенеї.
Еллін мав трьох синів: Еол, Дор і Ксут, яких народила німфа Орсеїда і які шанувались як родоначальники грецьких племен. Від Еола походили еолійці, від Дора — дорійці, від Ксуфа — ахейці та іонійці через його синів відповідно Ахея та Іона. Ахей та Іон були народжені Ксуфу Креусою, дочкою афінського царя Ерехтея.
У племінника Елліна Етлія, сина Протогенеї, також були сини: Етол та Епей, вони стали прабатьками етолійців та епіротів.
Згідно з давнім переказом, гробниця Елліна розташовувалась на ринковій площі в афінському районі Меліт.